# Frank Störzner
Frank Störzner (* 1958 in Erfurt) ist Autor mehrerer Sachbücher über Themen der Thüringer Steinkreuzforschung und der Thüringer Geschichte.
Frank Störzner gilt als Kenner der zahlreichen Klein- und Flurdenkmale Thüringens. Seine 1984 und 1988 in der Publikationsreihe der Landesarchäologie erschienenen Inventare Steinkreuze in Thüringen (2 Bände) gehören inzwischen zu den Standardwerken dieses Spezialgebietes volkskundlich-historischer Forschung.
Schon als Schüler faszinierten ihn heimatkundliche Forschungen, wobei eine Festschrift zur 1100-Jahr-Feier der Gemeinde Kleinmölsen 1976 den publizistischen Anfangspunkt setzte. Seit April 1973 ist Frank Störzner ehrenamtlicher Mitarbeiter des Thüringischen Landesamtes für Archäologische Denkmalpflege in Weimar und hat sich seitdem in seiner Freizeit gezielt der Dokumentation, Deutung und praktischen denkmalpflegerischen Betreuung der Klein- und Flurdenkmale gewidmet. Dafür wurde er 1996 mit dem Thüringer Denkmalschutzpreis geehrt.